# Mandeville-en-Bessin
Mandeville-en-Bessin ist eine französische Gemeinde im Département Calvados in der Region Normandie mit 309 Einwohnern (Stand: 1. Januar 2022). Mandeville-en-Bessin gehört zum Arrondissement Bayeux und zum Kanton Trévières. Die Einwohner werden Mandevillais genannt.

## Geografie
Mandeville-en-Bessin liegt etwa 21 Kilometer westnordwestlich von Bayeux. Umgeben wird Mandeville-en-Bessin von den Nachbargemeinden Surrain im Norden, Mosles im Osten, Blay im Südosten, Saon im Süden und Südosten, Rubercy im Süden, Trévières im Westen sowie Formigny La Bataille im Nordwesten.

## Bevölkerungsentwicklung
| 1962                      | 1968 | 1975 | 1982 | 1990 | 1999 | 2006 | 2013 |
| ------------------------- | ---- | ---- | ---- | ---- | ---- | ---- | ---- |
| 433                       | 368  | 332  | 305  | 262  | 229  | 274  | 372  |
| Quelle: Cassini und INSEE |      |      |      |      |      |      |      |

## Sehenswürdigkeiten
- Kirche Notre-Dame aus dem 14./15. Jahrhundert
- Kirche Saint-Martin in Tessy
- Herrenhaus von Douville aus dem 16./17. Jahrhundert, Monument historique seit 1927
- Herrenhaus von Le Quesnay aus dem 15. Jahrhundert

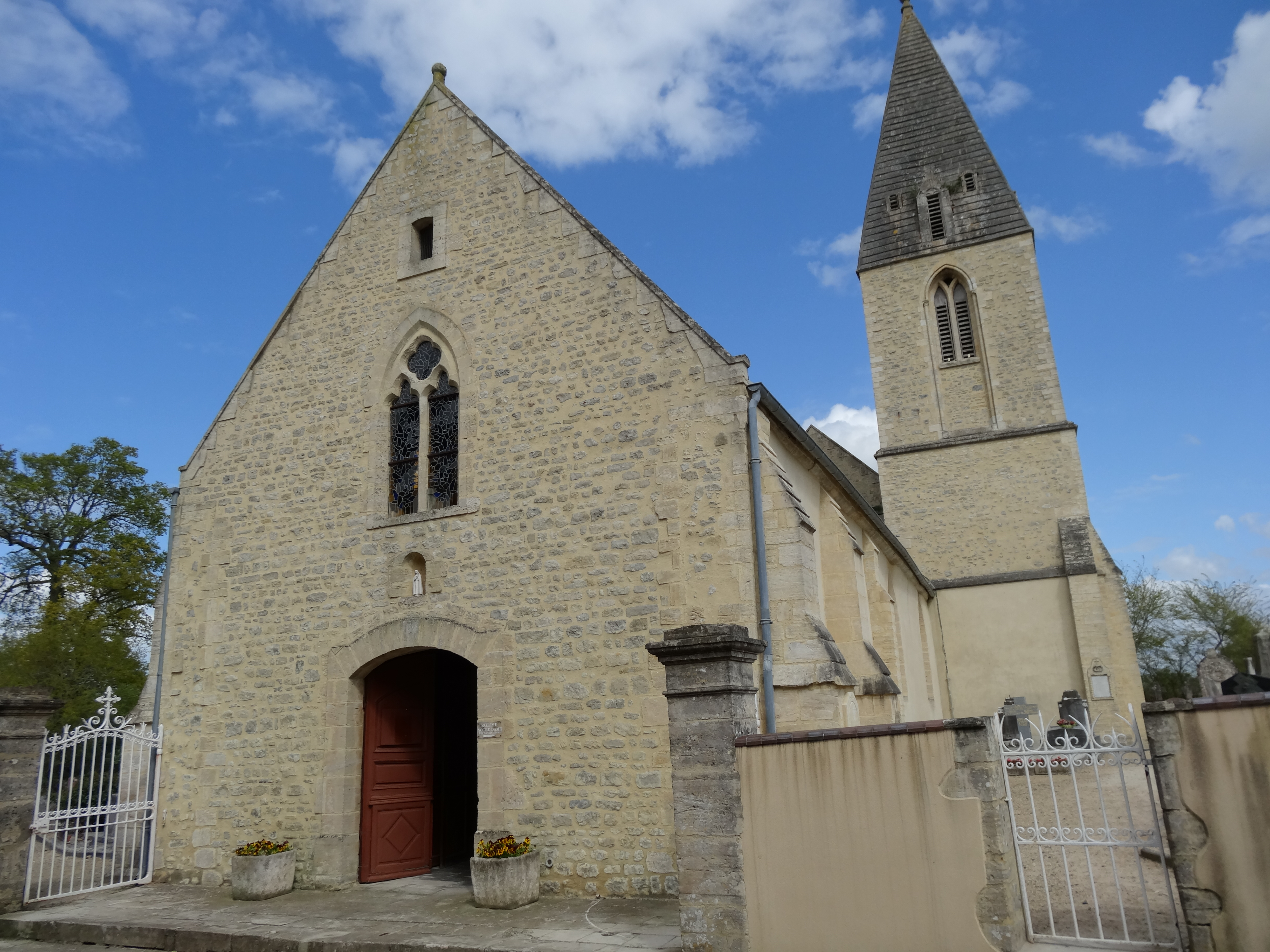
Kirche Notre-Dame
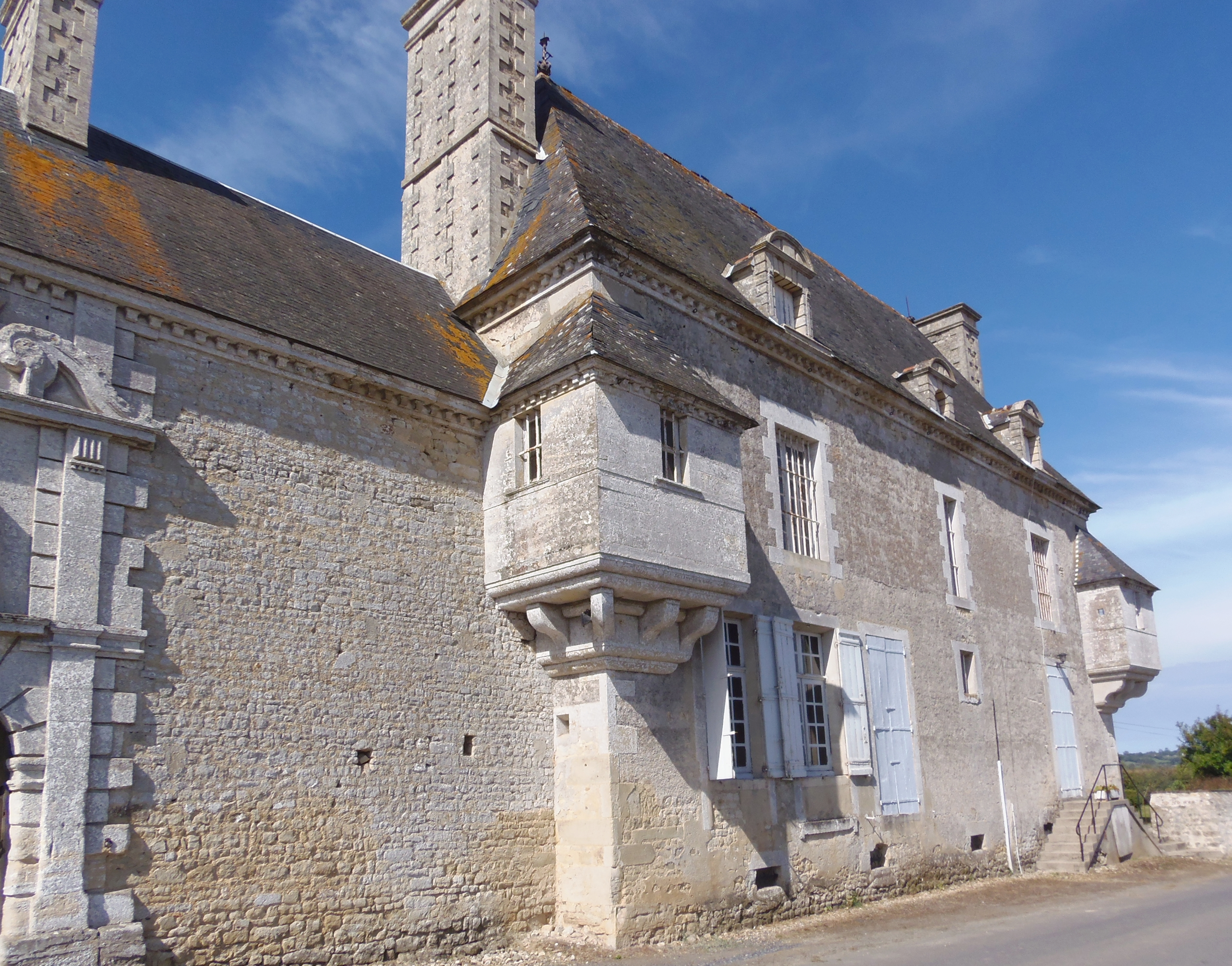
Herrenhaus von Douville